# Cela (Angola)
Cela és un municipi de la província de Kwanza-Sud a Angola. Té una extensió de 5.525 km² i 218.505 habitants. Comprèn les comunes de Waku-Kungo, Quissanga Kungo i Sanga. Limita al nord amb el municipi de Quibala, a l'est amb Andulo, al sud amb els de Bailundo i Cassongue, i a l'oest amb els de Seles i Ebo.